# أيل كشمير المسكي
أيل كشمير المسكي (الاسم العلمي: Moschus cupreus) نوع من الثدييات يتبع جنس الأيل المسكي من فصيلة الأيائل المسكية.